# Aldenhoven
Aldenhoven – miejscowość i gmina w Niemczech, w kraju związkowym Nadrenia Północna-Westfalia, w rejecnji Kolonia, w powiecie Düren. W 2010 roku liczyła 13 992 mieszkańców.

## Miasta partnerskie

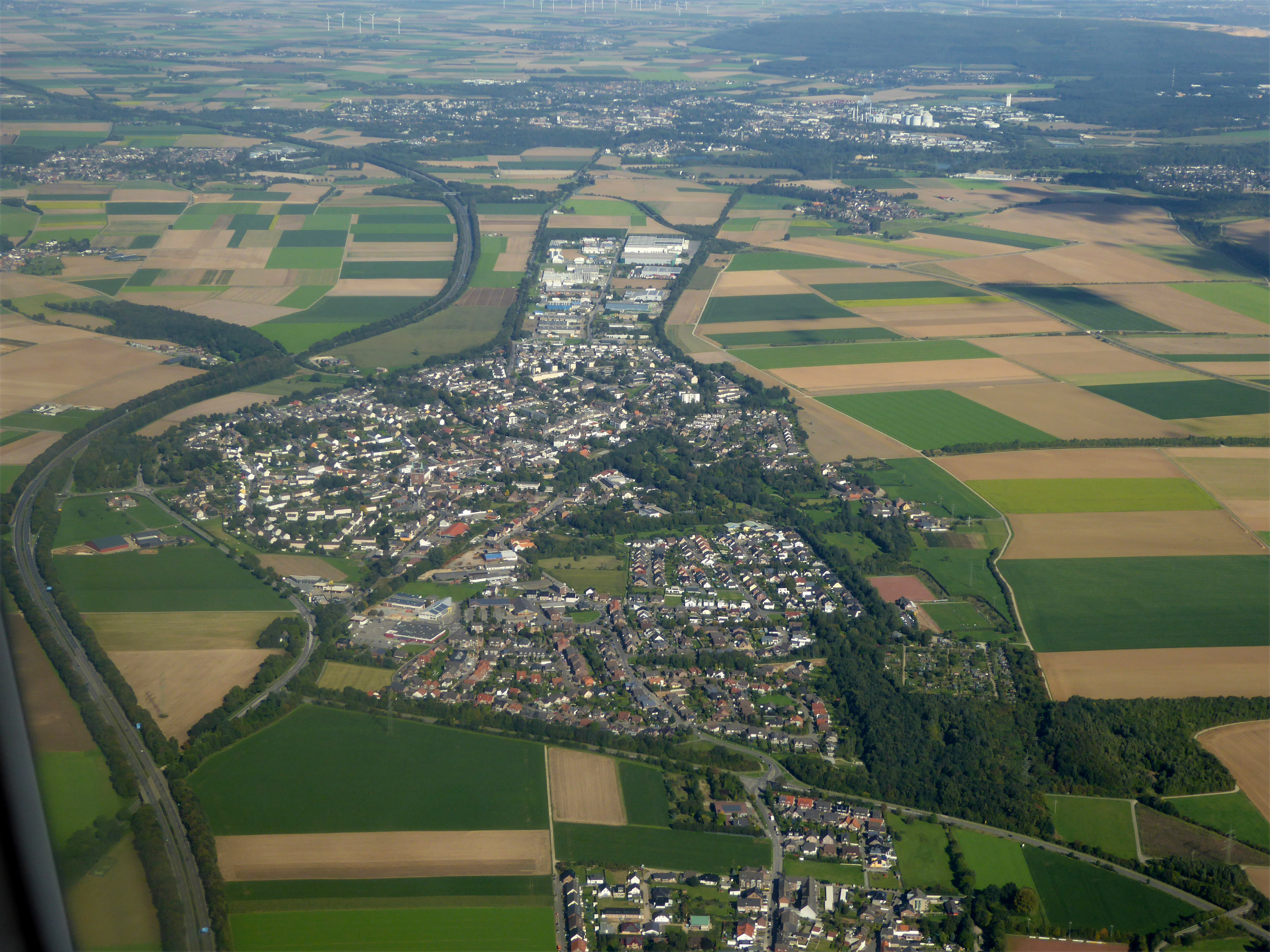
Widok z lotu ptaka

- Albert (Pikardia) od 1981